# Waldemar Pernach
Waldemar Roman Pernach (ur. 12 września 1936 w Warszawie) – polski ekonomista, polityk, działacz opozycji demokratycznej w okresie PRL.

## Życiorys
W 1967 został absolwentem Szkoły Głównej Planowania i Statystyki. Od 1954 pracował w Hucie Warszawa, następnie od 1970 do czasu przejścia w 2003 na emeryturę zatrudniony w energetyce, w tym od 1991 jako prezes zarządu działającej w tej branży spółki prawa handlowego.
Od 1978 współpracował z Komitetem Samoobrony Społecznej „KOR”. W 1980 został członkiem „Solidarności”, organizował struktury związku w energetyce. Po wprowadzeniu stanu wojennego został internowany na okres od grudnia 1981 do sierpnia 1982. Uczestniczył następnie we współtworzeniu organizacji opozycyjnych, tj. Kluby Myśli Robotniczej, Grupa Polityczna Baza i Unia Demokratów Baza. Redagował drugoobiegowe pismo „Baza”. Działał także w Komitecie Pomocy Dzieciom Internowanych i Prześladowanych w Warszawie.
W 1990 brał udział w założeniu Porozumienia Centrum. Od 1992 do 2002 był wiceprezesem Ruchu Trzeciej Rzeczypospolitej. Kandydował bez powodzenia do Sejmu w wyborach w 1993 (z listy PC-ZP) i w 1997 (z listy AWS). Jest współorganizatorem Porozumienia Organizacji Niepodległościowych i członkiem Stowarzyszenia Wolnego Słowa.
Wyróżniony odznaką „Zasłużony Działacz Kultury” (1999). W 1997 otrzymał Złoty Krzyż Zasługi. W 2009, za wybitne zasługi w działalności na rzecz przemian demokratycznych w Polsce, za osiągnięcia w podejmowanej z pożytkiem dla kraju pracy zawodowej i społecznej, odznaczony przez prezydenta Lecha Kaczyńskiego Krzyżem Komandorskim Orderu Odrodzenia Polski.